# 캐딜락 CT4

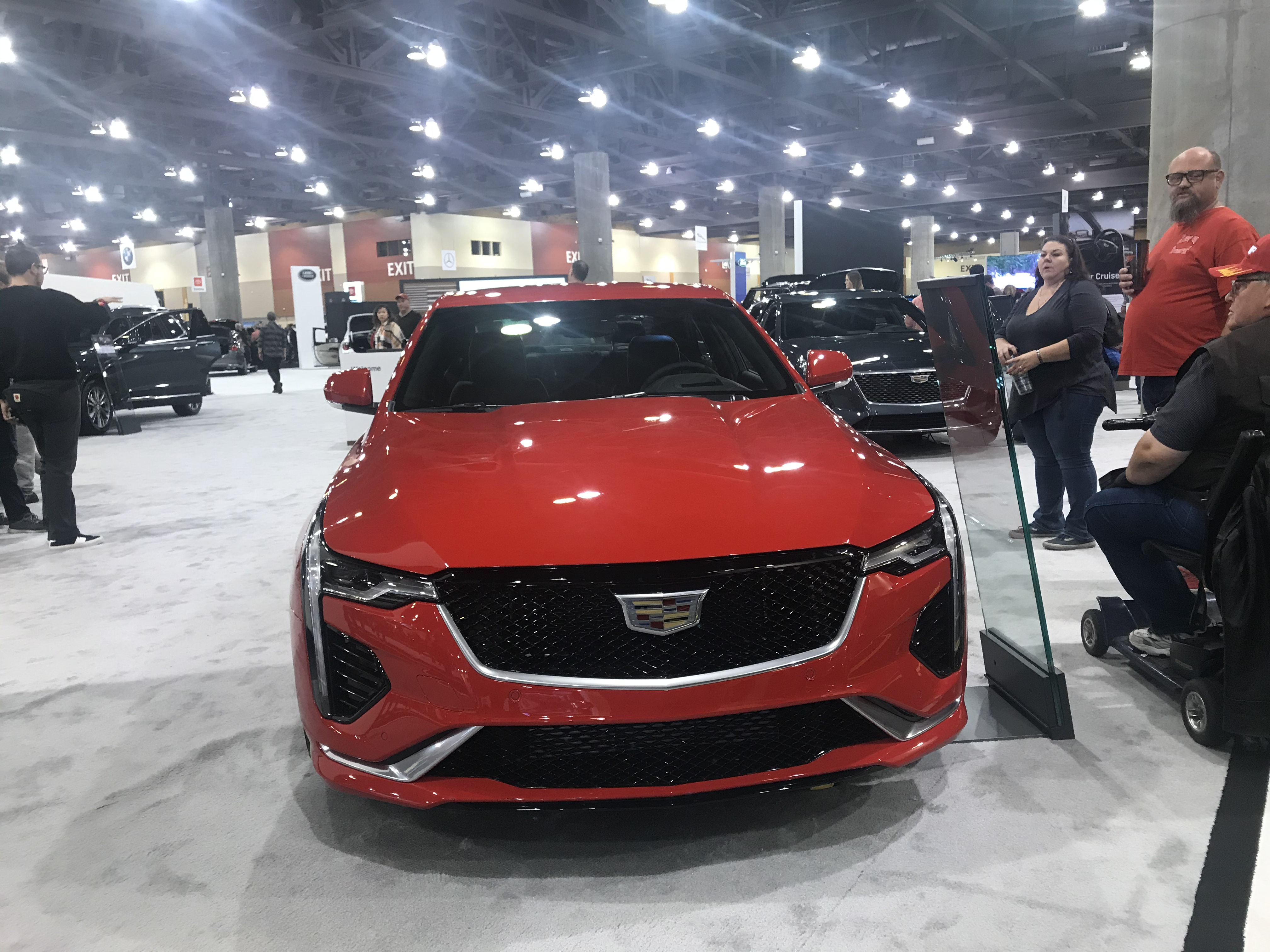

캐딜락 CT4(Cadillac CT4)는 제너럴 모터스 캐딜락 사업부에서 출시한 중형 고급 세단이다.

## 경쟁 차종
- 벤츠 - C클래스
- BMW - 3시리즈
- 제네시스 - G70
- 아우디 - A4
- 렉서스 - IS
- 재규어 - XE

## 같이 보기
- 캐딜락 CT5